# Liste der Baudenkmale in Waipu
Die Liste der Baudenkmale in Waipu umfasst alle vom New Zealand Historic Places Trust (NZHPT) als „Historic Place“ oder „Historic Area“ eingestuften Baudenkmale und Flächendenkmale der neuseeländischen Ortschaft Waipu. Die Angaben stammen aus dem Register des NZHPT. Die Bezeichnungen der Baudenkmale orientieren sich an diesem Register. In die Liste werden auch bekannte Wahi Tapu (Area), kulturell und religiös bedeutsame Stätten und Gebiete der Māori, aufgenommen. Sie werden jedoch meist nicht publiziert.

| Bild           | Bezeichnung                    | Ort   | Anschrift                                 | Beschreibung                              | Bauzeit | Eintrag           | Nummer | Kat. |
| -------------- | ------------------------------ | ----- | ----------------------------------------- | ----------------------------------------- | ------- | ----------------- | ------ | ---- |
| weitere Bilder | National Bank (Former)         | Waipu | 2 Nova Scotia Drive und 1 Cove Road Karte | Bankfiliale, ehemalige                    | 1924    | 6. September 1984 | 3927   | 2    |
| weitere Bilder | Nova Scotian Settlers Memorial | Waipu | The Centre Karte                          | Denkmal                                   | 1914    | 6. September 1984 | 3928   | 2    |
| BW             | Police Station and Cell Block  | Waipu | 4-10 Cove Road Karte                      | Polizeirevier und Zellentrakt             | 1910    | 6. September 1984 | 3930   | 2    |
| BW             | The Braigh                     | Waipu | Glenmohr Road, The Braigh Karte (ungenau) | Wohnhaus                                  | 1857    | 6. September 1984 | 3933   | 2    |
| BW             | World War One Memorial         | Waipu | Main Street Karte                         | Obelisk, Denkmal für den Ersten Weltkrieg | 1919    | 6. September 1984 | 3934   | 2    |